# Echinanthera cephalostriata
Echinanthera cephalostriata là một loài rắn trong họ Rắn nước. Loài này được Di Bernardo miêu tả khoa học đầu tiên năm 1996.